# Liste der Monuments historiques in Beyren-lès-Sierck
Die Liste der Monuments historiques in Beyren-lès-Sierck führt die Monuments historiques in der französischen Gemeinde Beyren-lès-Sierck auf.

## Liste der Objekte
| Bezeichnung                               | Beschreibung                                                            | Standort                                              | Kennzeichnung | Schutzstatus | Datum | Bild |
| ----------------------------------------- | ----------------------------------------------------------------------- | ----------------------------------------------------- | ------------- | ------------ | ----- | ---- |
| Skulptur Heiliger Stephan                 | Holz, Ende des 16. Jahrhunderts                                         | Gandren, in der Kirche St-Médard (Lage)               | PM57000014    | Classé       | 1984  |      |
| Kelch                                     | Silber, vergoldet, vor 1764                                             | Beyren-lès-Sierck, in der Kirche St-Barthélémy (Lage) | PM57000946    | Inscrit      | 1990  |      |
| Marienaltar                               | linker Seitenaltar; Altartisch und Retabel; Holz, farbig gefasst, 1759  | Beyren-lès-Sierck, in der Kirche St-Barthélémy (Lage) | PM57000949    | Inscrit      | 1990  |      |
| Kelch                                     | Silber, vergoldet, 1772                                                 | Gandren, in der Kirche St-Médard (Lage)               | PM57000956    | Inscrit      | 1990  |      |
| Hauptaltar                                | Altartisch und Retabel; Holz, farbig gefasst, 18. Jahrhundert           | Gandren, in der Kirche St-Médard (Lage)               | PM57000957    | Inscrit      | 1990  |      |
| Skulptur Madonna mit Kind                 | Holz, farbig gefasst und vergoldet, 1759                                | Beyren-lès-Sierck, in der Kirche St-Barthélémy (Lage) | PM57000950    | Inscrit      | 1990  |      |
| Skulptur Johannes der Täufer              | Eichenholz, farbig gefasst, 18. Jahrhundert                             | Beyren-lès-Sierck, in der Kirche St-Barthélémy (Lage) | PM57000955    | Inscrit      | 1990  |      |
| Skulptur Madonna mit Kind                 | Holz, farbig gefasst, 18. Jahrhundert                                   | Gandren, in der Kirche St-Médard (Lage)               | PM57000960    | Inscrit      | 1990  |      |
| Glocke                                    | Bronze, 1418 gegossen                                                   | Gandren, in der Kirche St-Médard (Lage)               | PM57000013    | Classé       | 1983  |      |
| Skulptur eines Mönchs                     | Lindenholz, Ende des 16. Jahrhunderts                                   | Gandren, in der Kirche St-Médard (Lage)               | PM57000015    | Classé       | 1984  |      |
| Skulptur Heilige Margareta von Antiochien | Holz, Ende des 16. Jahrhunderts                                         | Gandren, in der Kirche St-Médard (Lage)               | PM57000016    | Classé       | 1984  |      |
| Hauptaltar                                | Altartisch und Retabel; Holz, farbig gefasst, um 1759                   | Beyren-lès-Sierck, in der Kirche St-Barthélémy (Lage) | PM57000947    | Inscrit      | 1990  |      |
| Altarkreuz                                | Holz, farbig gefasst, 1759                                              | Beyren-lès-Sierck, in der Kirche St-Barthélémy (Lage) | PM57000953    | Inscrit      | 1990  |      |
| Skulptur eines Bischofs                   | Holz, farbig gefasst, 18. Jahrhundert                                   | Gandren, in der Kirche St-Médard (Lage)               | PM57000958    | Inscrit      | 1990  |      |
| Skulptur Heiliger Wendelinus              | Holz, farbig gefasst, 18. Jahrhundert                                   | Gandren, in der Kirche St-Médard (Lage)               | PM57000961    | Inscrit      | 1990  |      |
| Skulptur Heiliger Donatus                 | Holz, farbig gefasst, 18. Jahrhundert                                   | Gandren, in der Kirche St-Médard (Lage)               | PM57000962    | Inscrit      | 1990  |      |
| Skulptur Heiliger Bartholomäus            | Holz, farbig gefasst, 18. Jahrhundert                                   | Beyren-lès-Sierck, in der Kirche St-Barthélémy (Lage) | PM57000948    | Inscrit      | 1990  |      |
| Albinus-Altar                             | rechter Seitenaltar; Altartisch und Retabel; Holz, farbig gefasst, 1759 | Beyren-lès-Sierck, in der Kirche St-Barthélémy (Lage) | PM57000951    | Inscrit      | 1990  |      |
| Skulptur Heiliger Albinus von Angers      | Holz, farbig gefasst, 1759                                              | Beyren-lès-Sierck, in der Kirche St-Barthélémy (Lage) | PM57000952    | Inscrit      | 1990  |      |
| Kanzel                                    | Eichenholz, farbig gefasst und vergoldet, 18. Jahrhundert               | Beyren-lès-Sierck, in der Kirche St-Barthélémy (Lage) | PM57000954    | Inscrit      | 1990  |      |
| Skulptur eines Bischofs                   | Holz, farbig gefasst, 18. Jahrhundert                                   | Gandren, in der Kirche St-Médard (Lage)               | PM57000959    | Inscrit      | 1990  |      |